# Jiatie
Jiatie (kinesiska: 夹铁乡, 夹铁) är en socken i Kina. Den ligger i provinsen Sichuan, i den sydvästra delen av landet, omkring 360 kilometer sydväst om provinshuvudstaden Chengdu. Antalet invånare är 6 588. Befolkningen består av 3 191 kvinnor och 3 397 män. Barn under 15 år utgör 35 %, vuxna 15-64 år 58 %, och äldre över 65 år 5,0 %.
Genomsnittlig årsnederbörd är 1 233 millimeter. Den regnigaste månaden är juli, med i genomsnitt 279 mm nederbörd, och den torraste är januari, med 6 mm nederbörd.